# John Burgess (universitaire)
John William Burgess (26 août 1844 - 13 janvier 1931) est un politologue américain. Il passe la majeure partie de sa carrière à l'université Columbia et est considéré comme « le politologue le plus influent de l'époque. »

## Jeunesse et éducation
Burgess est né dans le Tennessee et combat pour l'armée de l'Union pendant la guerre civile américaine. Il fréquente l'université Cumberland, puis entreprend des études d'histoire à l'Amherst College, obtenant son diplôme en 1867. De là, il fréquente les universités de Göttingen, Leipzig et Berlin pendant un certain nombre d'années, où il étudie avec des universitaires dont l'historien Johann Gustav Droysen, l'économiste Wilhelm Roscher, l'historien Theodor Mommsen, dont le lien entre l'histoire et le droit influence fortement la propre approche de Burgess et Rudolf von Gneist. Il est très influencé par la formation aux méthodes de recherche caractéristique des universités allemandes de l'époque. Il cherche à importer ces méthodes de recherche et d'érudition, d'abord à Amherst (sans succès) et plus tard à Columbia. Il garde un intérêt permanent pour les relations germano-américaines.

## Carrière
En 1876, Burgess est nommé professeur à la faculté de droit de ce qui devient plus tard l'université Columbia, poste qu'il occupe jusqu'à sa retraite en 1912. Pendant son séjour à Columbia, Burgess enseigne le droit constitutionnel mais, plus important encore, joue un rôle déterminant dans la fondation de la discipline des sciences politiques aux États-Unis. En 1886, il fonde le Political Science Quarterly. Il joue un rôle déterminant dans la création de la Faculté des sciences politiques, le premier grand programme institutionnalisé aux États-Unis délivrant le diplôme de docteur en philosophie. Ces efforts le conduisent à être largement considéré comme l'un des fondateurs de la science politique moderne.
En 1906, Burgess est professeur Roosevelt à l'université de Berlin et au semestre d'été 1907, il tient une conférence invitée à l'université de Leipzig. Burgess exerce une forte influence sur la Dunning School of Reconstruction.
Jusque dans les années 1990, il est commémoré sur le campus de Columbia avec la désignation de "Burgess-Carpenter Classics Library" au sein de la Bibliothèque Butler. Nicholas Butler crédite les enseignements de Burgess avec Alexander Hamilton pour la base philosophique de son républicanisme.
Selon Leon Epstein, Burgess est une figure académique de premier plan dans les dernières décennies du XIXe siècle, mais une partie de son influence est considérée comme négative (en raison de sa défense du formalisme tel qu'il s'appliquait à la politique et à la gouvernance) et il provoque une sorte de rébellion intellectuelle à Columbia.

## Publications
- 1890 : Political Science and Comparative Constitutional Law
- 1897 : The Middle Period, 1817-1858
- 1901 : The Civil War and the Constitution, 1859-1865
- 1902 : Reconstruction and the Constitution 1866-1876[6]
- 1915 : The European War of 1914 - Its Causes Purposes and Probable Results[7]
- 1915 : The Reconciliation of Government with Liberty[8]
- 1923 : Recent Changes in American Constitutional Theory